# Typhonium acetosella
Typhonium acetosella är en kallaväxtart som beskrevs av François Gagnepain. Typhonium acetosella ingår i släktet Typhonium och familjen kallaväxter. Inga underarter finns listade.